# Річечина
Річе́чина — село у складі Корецької міської громади Рівненського району Рівненської області; населення — 68 осіб; перша згадка — 1629 рік.

## Географія
Село розташоване на лівому березі річки Топчинка.
| Україна | Це незавершена стаття з географії України. Ви можете допомогти проєкту, виправивши або дописавши її. |